# Jurgen Van Den Broeck
Jurgen Van Den Broeck (* 1. Februar 1983 in Herentals) ist ein ehemaliger belgischer Radrennfahrer und Autorennfahrer. Van Den Broeck wurde 2015 belgischer Meister im Einzelfahren und 2021 belgischer Tourenwagenmeister.

## Werdegang
Van Den Broeck gewann bei den UCI-Straßen-Weltmeisterschaften 2001 den Junioren-Weltmeistertitel im Einzelzeitfahren. 2003 war seine erste Saison in einem internationalen Radsportteam, dem belgischen GS 3-Team Quick-Step-Davitamon.
Im Jahr 2004 wechselte er zum US-amerikanischen Discovery Channel Pro Cycling Team und damit in die erste Kategorie des Straßenradsports. Nach drei Jahren in dieser Mannschaft nahm ihn 2007 das Predictor-Lotto-Team unter Vertrag. In den Folgejahren entwickelte er sich zu einem der besten Etappenfahrern und belegte vier Mal einen Platz unter den ersten Zehn bei einer Grand Tour: Er wurde Siebter des Giro d’Italia 2008, Dritter der Tour de France 2010 und Vierter 2012 sowie Achter der Vuelta a España 2011. Den vierten Platz bei der Tour 2012 fuhr er bereits für sein neues Team Lotto Belisol ein. Danach konnte Van Den Broeck nicht an seine früheren Erfolge anschließen: zwischen 2012 und 2015 musste er vier große Landesrundfahrten vorzeitig abbrechen. Die Tour de France 2014 und den Giro d’Italia 2015 beendete er auf dem 13. bzw. dem 12. Gesamtrang. In der Saison 2015 wurde Van Den Broeck erstmals Landesmeister im Einzelzeitfahren.
Nachdem Van den Broeck 2016 für das russische Team Katusha fuhr, wechselte er 2017 zum niederländischen Team Lotto NL-Jumbo. Im Mai 2017 wurde der bis zum Ende des Saison 2018 befristete Vertrag zum Saisonende im gegenseitigen Einvernehmen aufgelöst. Van den Broeck erklärte, er habe keine Motivation für ein weiteres Jahr als Radprofi.

### Wechsel in den Motorsport
2020 stieg Jurgen Van Den Broeck in den belgischen VW Fun Cup ein.
2021 wechselte Van den Broeck zum Team QSR Racing in der belgischen Tourenwagen-Meisterschaft, die Belcar Endurance Championship. Hier wurden Van Den Broeck mit Joël Uylenbroeck und Yevgen Sokolovskiy auf dem TCR-Audi RS3 LMS  belgischer Meister.

## Erfolge
1999
- Belgischer Jugend-Meister – Einzelzeitfahren

2001
- Grand Prix des Nations (U23)
- Weltmeister – Zeitfahren (Junioren)

2003
- Clásica Memorial Txuma

2011
- eine Etappe Critérium du Dauphiné

2015
- Belgischer Meister – Einzelzeitfahren

## Grand Tours-Platzierungen
| Grand Tour            | 2007 | 2008 | 2009 | 2010 | 2011 | 2012 | 2013 | 2014 | 2015 | 2016 | 2017 |
| --------------------- | ---- | ---- | ---- | ---- | ---- | ---- | ---- | ---- | ---- | ---- | ---- |
| Giro d’ItaliaGiro     | 74   | 7    | –    | –    | –    | –    | –    | –    | 12   | –    | 91   |
| Tour de FranceTour    | –    | –    | 15   | 3    | DNF  | 4    | DNF  | 13   | –    | WD   | –    |
| Vuelta a EspañaVuelta | –    | –    | –    | –    | 8    | DNF  | –    | DNF  | WD   | –    | –    |

## Erfolge im Motorsport

### Belcar Endurance Championship: Touring Car Division
| Saison | Team       | Klasse | Lauf   | Lauf       | Lauf   | Lauf   | Lauf   | Lauf   | Punkte | Rang |
| Saison | Team       | Klasse | 1      | 2          | 3      | 4      | 5      | 6      | Punkte | Rang |
| ------ | ---------- | ------ | ------ | ---------- | ------ | ------ | ------ | ------ | ------ | ---- |
| 2021   | QSR Racing | TCR    | Zolder | Hockenheim | Spa(1) | Spa(2) | Zolder | Zolder | 177,5  | 1.   |
| 2021   | QSR Racing | TCR    | 1      | 1          | 3      | 3      | 7      | 2      | 177,5  | 1.   |

| Legende  | Legende            | Legende                                                          |
| Farbe    | Abkürzung          | Bedeutung                                                        |
| -------- | ------------------ | ---------------------------------------------------------------- |
| Gold     | –                  | Sieg                                                             |
| Silber   | –                  | 2. Platz                                                         |
| Bronze   | –                  | 3. Platz                                                         |
| Grün     | –                  | Platzierung in den Punkten                                       |
| Blau     | –                  | Klassifiziert außerhalb der Punkteränge                          |
| Violett  | DNF                | Rennen nicht beendet (did not finish)                            |
| Violett  | NC                 | nicht klassifiziert (not classified)                             |
| Rot      | DNQ                | nicht qualifiziert (did not qualify)                             |
| Rot      | DNPQ               | in Vorqualifikation gescheitert (did not pre-qualify)            |
| Schwarz  | DSQ                | disqualifiziert (disqualified)                                   |
| Weiß     | DNS                | nicht am Start (did not start)                                   |
| Weiß     | WD                 | zurückgezogen (withdrawn)                                        |
| Hellblau | PO                 | nur am Training teilgenommen (practiced only)                    |
| Hellblau | TD                 | Freitags-Testfahrer (test driver)                                |
| ohne     | DNP                | nicht am Training teilgenommen (did not practice)                |
| ohne     | INJ                | verletzt oder krank (injured)                                    |
| ohne     | EX                 | ausgeschlossen (excluded)                                        |
| ohne     | DNA                | nicht erschienen (did not arrive)                                |
| ohne     | C                  | Rennen abgesagt (cancelled)                                      |
| ohne     | keine WM-Teilnahme |                                                                  |
| sonstige | P/fett             | Pole-Position                                                    |
| sonstige | 1/2/3/4/5/6/7/8    | Punktplatzierung im Sprint-/Qualifikationsrennen                 |
| sonstige | SR/kursiv          | Schnellste Rennrunde                                             |
| sonstige | *                  | nicht im Ziel, aufgrund der zurückgelegten Distanz aber gewertet |
| sonstige | ()                 | Streichresultate                                                 |
| sonstige | unterstrichen      | Führender in der Gesamtwertung                                   |